# Stanley et Livingstone
Pour plus de détails, voir Fiche technique et Distribution.
Stanley et Livingstone (Stanley and Livingstone) est un film américain réalisé par Henry King et Otto Brower, sorti en 1939. Le film relate le voyage du journaliste et explorateur Henry Morton Stanley parti à la recherche du docteur David Livingstone, présumé disparu en Afrique, en 1869-1871.

## Synopsis
En 1869, l'explorateur britannique Henry Morton Stanley part à la recherche du docteur David Livingstone porté disparu en Afrique et présumé mort. Il s'embarque pour Zanzibar. Après diverses péripéties, il finit par entendre parler d'un homme que les gens appellent "docteur", quelque part dans un village sur la rive du lac Tanganyika. Il entre dans une tente où se trouve étendu un homme malade. "Docteur Livingstone... je présume ?" demande-t-il. C'est bien Livingstone, trop faible pour pouvoir rentrer en Europe avec lui. Stanley rentre à Londres en rapportant le journal et les carnets de recherche de Livingstone ainsi qu'une demande de secours. Mais il se heurte à l'incrédulité de son public et aux calomnies propagées par Lord Tyce, homme antipathique qu'il a croisé pendant son voyage. Finalement, on apporte la nouvelle qu'une autre expédition vient de rapatrier le corps de Livingstone, qui est mort entretemps. Indigné, Stanley décide de repartir en Afrique afin de poursuivre l'œuvre de Livingstone.

## Fiche technique
- Titre : Stanley et Livingstone
- Titre original : Stanley and Livingstone
- Réalisation : Henry King et Otto Brower (épisodes de safari)
- Assistant réalisateur : Robert D. Webb (non crédité)
- Scénario : Philip Dunne et Julien Josephson
- Recherches historiques : Hal Long et Sam Hellman
- Production : Darryl F. Zanuck et Kenneth Macgowan (producteur associé)
- Société de production : 20th Century Fox
- Musique : R.H. Bassett, Robert Russell Bennett, Cyril J. Mockridge, Alfred Newman, David Raksin, Rudy Schrager et Louis Silvers (non crédités)
- Directeur de la photographie : George Barnes
- Photographie additionnelle : Sidney Wagner
- Montage : Barbara McLean
- Direction artistique : William S. Darling et George Dudley
- Décors : Thomas Little
- Costumes : Royer
- Distribution : 20th Century Fox
- Pays d'origine :  États-Unis
- Langue : Anglais
- Format : Noir et blanc - Son : Mono (Western Electric Mirrophonic Recording)
- Genre : Aventure
- Durée : 101 minutes
- Date de sortie :
  - États-Unis : 18 août 1939

## Distribution
- Spencer Tracy : Henry M. Stanley
- Nancy Kelly : Eve Kingsley
- Richard Greene : Gareth Tyce
- Walter Brennan : Jeff Slocum
- Charles Coburn : Lord Tyce

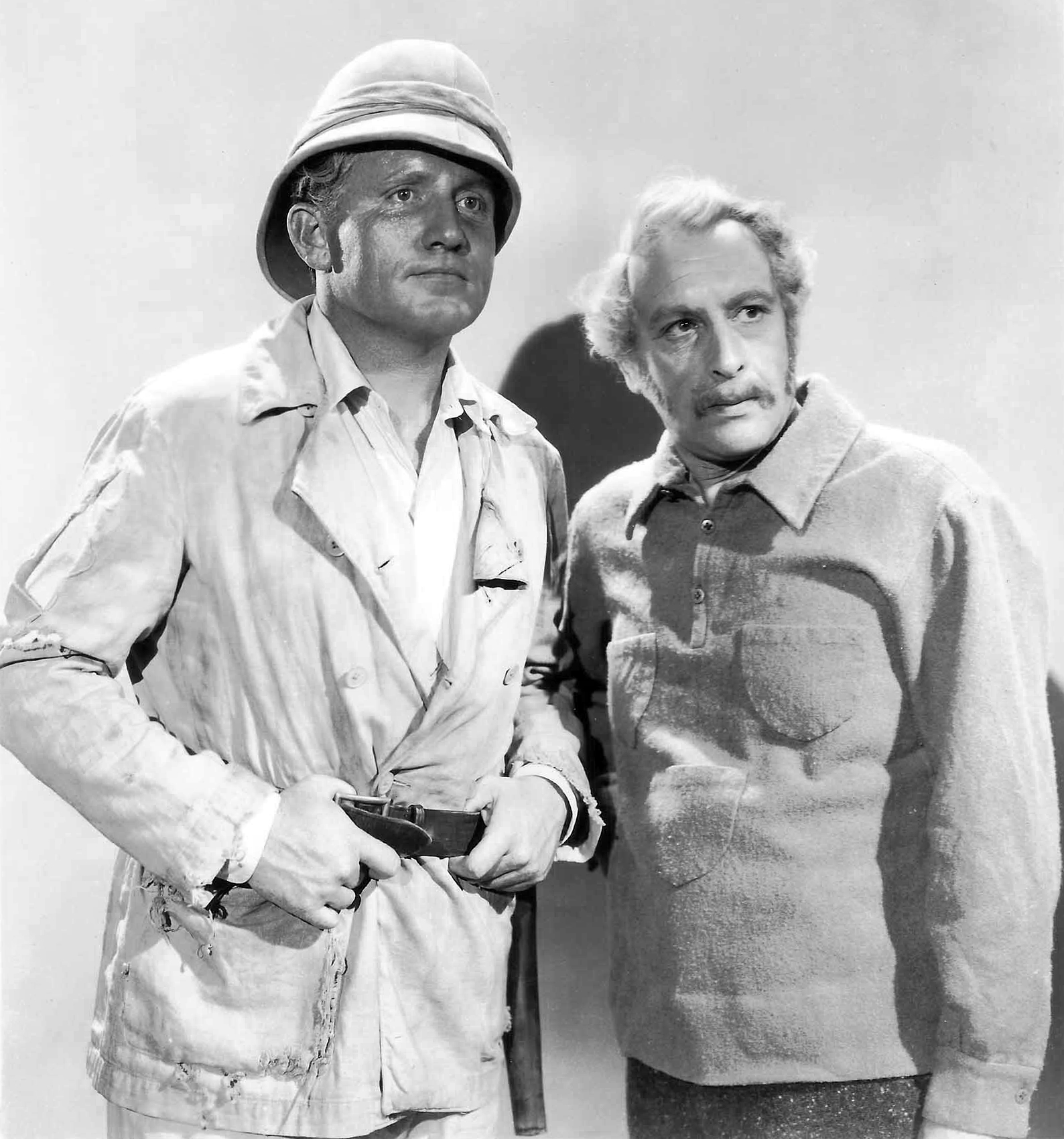
Spencer Tracy et Cedric Hardwicke, photo promotionnelle du film

- Cedric Hardwicke : Dr. David Livingstone
- Henry Hull : James Gordon Bennett, Jr.
- Henry Travers : John Kingsley
- Miles Mander : Sir John Gresham
- David Torrence : M. Cranston
- Holmes Herbert : Sir Frederick Holcomb
- C. Montague Shaw : Sir Oliver French
- Brandon Hurst : Sir Henry Forrester
- Hassan Said : Hassan
- Paul Harvey : Colonel Grimes
- Russell Hicks : Commissaire de Paix
- Frank Dae : Commissaire de Paix

Acteurs non crédités :
- Everett Brown : Bongo
- Joseph Crehan : Morehead

## Autour du film
Dans ce film, des indigènes africains entonnent le cantique  En avant, soldats chrétiens ! adopté notamment par l'Armée du salut pour ses processions.